# Timbó (Santa Catarina)
Timbó es un municipio brasileño del estado de Santa Catarina. Tiene una población estimada al 2022 de 46 099 habitantes. Pertenece a la Región metropolitana del Valle de Itajaí.

## Historia
Localizada entre los ríos Benedito y dos Cedros, fue colonizada en 1869 por alemanes encabezados por Frederico Donner, provenientes de Blumenau. Luego se establecieron colonos italianos. Estos inmigrantes europeos procedían de Pomerania, Hamburgo, Chiavenna y Trento.
La localidad fue elevada a municipio el 25 de marzo de 1934 y su fecha de fundación fue establecida en el 12 de octubre de 1869.